# جاك ليزلي (عسكري)
جاك ليزلي هو عسكري كندي، ولد في 15 يونيو 1920 في كالغاري في كندا، وتوفي بنفس المكان في 27 ديسمبر 2010.